# 大和田健三郎

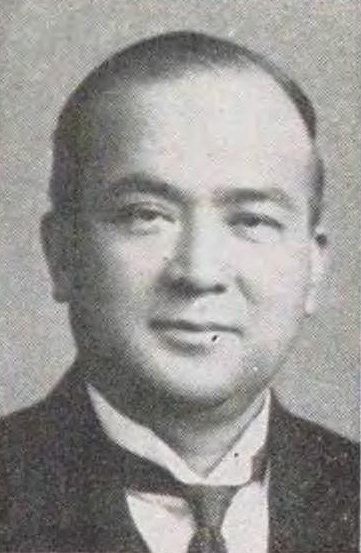
大和田健三郎

大和田 健三郎（おおわだ けんざぶろう、1884年（明治17年）12月 - 1943年（昭和18年）8月4日）は、大正から昭和時代前期の政治家、実業家。貴族院多額納税者議員。

## 経歴
茨城県新治郡石岡（現・石岡市）出身。渡邊盛作の三男として生まれ、大和田三郎左衛門の養子となる。慶應義塾大学部理財科で学んだ。
1917年（大正6年）より石岡町会議員のほか、新筑酒造、新筑醤油醸造各組合長、鹿島参宮鉄道、北総電気、茨城電気の各取締役などを歴任する。
のち茨城県多額納税者として貴族院議員に互選され、1932年（昭和7年）9月29日から1939年（昭和14年）9月28日まで1期在任し、同成会に所属した。

## 親族
- 実父：渡邊盛作（茨城県多額納税者、常磐銀行取締役）[1][4]